# Kozłów (Garwolin)
Pour les articles homonymes, voir Kozłów.
Kozłów (prononciation : [ˈkɔzwuf]) est un village polonais de la gmina de Parysów dans le powiat de Garwolin de la voïvodie de Mazovie dans le centre-est de la Pologne.
Il se situe à environ 3 kilomètres au nord de Parysów (siège de la gmina), 11 kilomètres au nord de Garwolin (siège du powiat) et à 54 kilomètres au sud-est de Varsovie (capitale de la Pologne).
Le village possède approximativement une population de 310 habitants.

## Histoire
De 1975 à 1998, le village appartenait administrativement à la voïvodie de Siedlce.